# 星崎未来
星崎 未来（ほしざき みらい、1982年3月10日 - ）は、日本の元AV女優。

## 略歴・人物
2001年にAVデビュー。
2003年に引退。

## 出演作品

### アダルトビデオ
2001年
- Love Contact（2月28日、アリスJAPAN）
- Love Shake（3月30日、アリスJAPAN）
- nudism（4月27日、マックス・エー）
- 星崎未来のデリファック 〜電話1本、貴方のお宅へ直行〜（6月1日、MOODYZ）
- 「痴」女優 Vol.31（6月31日、ワープエンタテインメント）
- 七変化 〜いろんなタイプの未来に大変身!〜（7月1日、MOODYZ）
- Angel（10月1日、アイデアポケット）
- ドリームシャワー No.35（10月5日、ワープエンタテインメント）
- 女脚 Vol.2（10月5日、ワンズファクトリー）
- Double! カウガール・ブルース炸裂!!（11月5日、桃太郎映像出版）…共演:朝倉まりあ

2002年
- 徹底攻略（2月1日、ワンズファクトリー）
- セクシャルオフィス（2月14日、ドリームチケット）…オムニバス作品 他出演:藤崎彩花、宝来みゆき
- Twin Star（3月8日、ワープエンタテインメント）…共演:星野瑠海
- Missザーメン（3月13日、ドリームチケット）…オムニバス作品 他出演:かとりこのみ、叶麗美
- ブーツ&ストッキング（3月13日、ドリームチケット）…オムニバス作品 他出演:雪野弥生、藤崎彩花
- 超-股間のアングル（3月29日、ワンズファクトリー）
- デリファック（4月15日、MOODYZ）
- Black Date（6月1日、ワンズファクトリー）
- プライベート女体観察 4（8月1日、ワンズファクトリー）
- Platinum Ticket 05（8月8日、ドリームチケット）
- STAR BOX Vol.19 星崎未来（10月17日、ワープエンタテインメント） ※総集編
- 濡れてスケスケ（11月26日、バニーズバニー）
- 裏Black Date（12月1日、ワンズファクトリー）
- ビップシャワー3 ディレクターズカット（12月6日、ワープエンタテインメント）…共演:及川奈央、宝来みゆき
- ビップシャワー3（12月6日、ワープエンタテインメント）…共演:及川奈央、宝来みゆき

2003年
- 女優-拘束マニア 9（3月10日、ワンズファクトリー）
- 星崎未来 完全版（4月1日、ワンズファクトリー） ※総集編
- いかせっぱなしスペルマシャワー（5月2日、GLAY'z）
- やばいやばい（8月1日、マルクス兄弟）
- 悪女宣言（10月1日、ワンズファクトリー）
- アナルで引退（12月27日、ワンズファクトリー）

他多数出演